# 西城区街道
西城区街道，是中华人民共和国河北省保定市定州市下辖的一个乡镇级行政单位。

## 行政区划
西城区街道下辖以下地区：
西关南街社区、西关东街社区、西关西街社区、西关北街社区、王庄子社区、杨庄子社区、焦化厂社区、铁路宿舍社区、开元公司社区、长胜园社区、夏庄子社区村、芦庄子社区村、老鸦庄村、庞白土社区村、郝白土村、支白土村、小屯村、大屯村、奇连屯村、韩家洼村、南会同村、孟良桥村、王会同村、安会同村、孔会同村、燕家佐村、陈庄子社区村、蔡庄子村、小奇连村和大奇连村。